# Q (teológia)

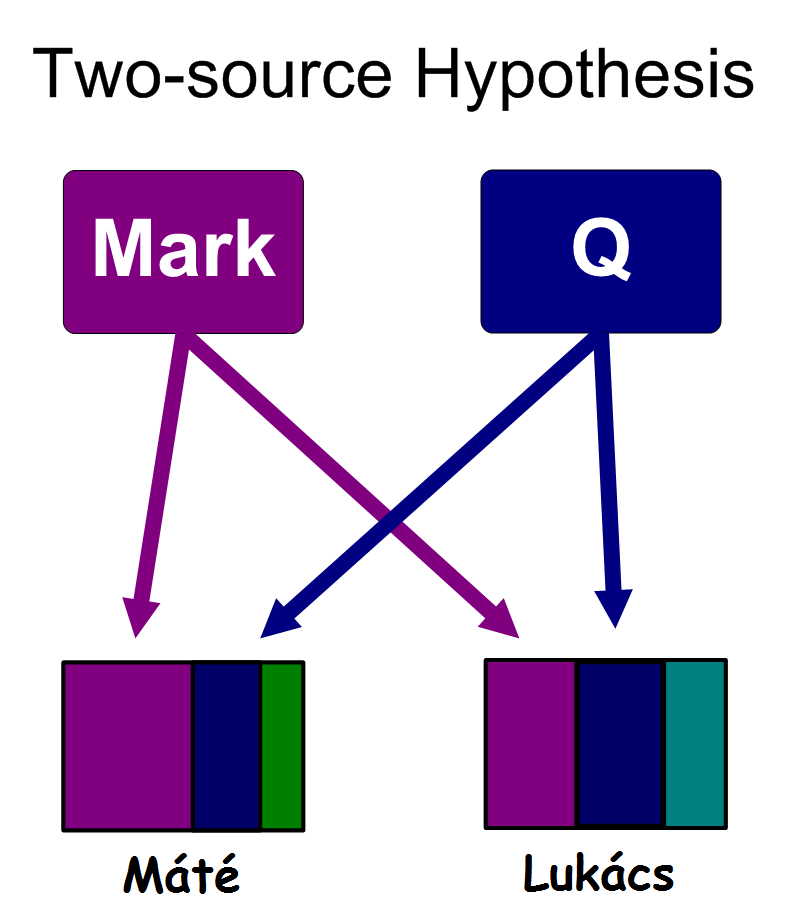
Az evangéliumok feltételezett forrásai

Az egybetűs elnevezés a német Quelle (forrás) szó rövidítése. A Q egy feltételezett őskeresztény irat elnevezése, amelynek létezésére közvetlen bizonyíték nincs, a biblikus teológusok azonban csaknem egyöntetűen vélelmezik egykori létezését.  A szó, amelyre utal, a görög előtagú Logionquelle (vagy többes számban: Logienquelle) kifejezés. A logion szó „mondás”-t jelent, és e speciális értelemben Jézus feljegyzett mondásaira vonatkozik.
A Q eszerint egy olyan 1. századi iratot jelöl, amely a feltételezések szerint listaszerűen összegyűjtötte Jézus mondásait. A dokumentum létezését a biblikus teológia a szinoptikusok által írt evangéliumok vizsgálata során következtette ki. A Q-ra vonatkozó hipotézis alapja, hogy Máté és Lukács evangéliuma számos olyan közös (olykor betűről betűre megegyező) elemet tartalmaz, amelyet a forráskritika egy közös eredetre vezet vissza, amely azonban nyilvánvalóan nem az egyébként közös forrás Márk evangéliuma. E Márktól független, egymással megegyező részek szinte kizárólag Jézus-logionokból állnak. Ezek gyűjteménye lehetett ez a bizonyos szöveggyűjtemény, amelyet az utókor a Q névvel jelölt.